# 陳寿 (明初)
陳 寿（ちん じゅ、生年不詳 - 1411年）は、明初の官僚。本貫は随州随県。

## 生涯
洪武年間、国子生から戸部主事に任じられた。1403年（永楽元年）、戸部員外郎となった。山東参政として出向した。1408年（永楽6年）10月、夏原吉の推薦により任用され、工部左侍郎として召し出された。皇太子朱高熾が南京で監国すると、陳寿は兵民の困窮について語り、側近に恩寵で抜擢された者が多く、その間言に乗せられると明徳を傷つける恐れがあると諫めた。1411年（永楽9年）、漢王朱高煦に中傷され、獄に下された。貧しく朝夕の食事を自弁することができなかった。部下に食事を差し入れようとした者がいたが、拒否して受け取らなかった。獄中で死去した。1424年（永楽22年）、洪熙帝が即位すると、工部尚書の位を追贈され、諡は敏粛といった。
子に陳常があり、中書舎人・工部侍郎をつとめた。